# Rozseč (Žďár nad Sázavou-i járás)
Rozseč település Csehországban, a Žďár nad Sázavou-i járásban. Rozseč Březí, Borovník, Vidonín, Milešín és Rojetín településekkel határos. Lakosainak száma 90 fő (2024. január 1.).

## Népesség
A település lakosságának változását az alábbi diagram mutatja:
| Lakosok száma | 179  | 174  | 151  | 129  | 129  | 114  | 93   | 93   | 92   | 90   |
|               | 1869 | 1890 | 1921 | 1950 | 1980 | 2001 | 2017 | 2019 | 2022 | 2024 |